# Martinčići
Martinčići (wł. Martincici) – wieś w Chorwacji, w żupanii istryjskiej, w gminie Grožnjan. W 2011 roku liczyła 140 mieszkańców.